# Prête-moi ta vie
Pour plus de détails, voir Fiche technique et Distribution.
Prête-moi ta vie (Deceptions) est un téléfilm américain en deux parties, de Robert Chenault et Melville Shavelson diffusé les 25 et 27 mai 1985 sur le réseau NBC.

## Synopsis
Lassée par son quotidien familial, Stephanie échange sa place avec sa sœur jumelle Sabrina, directrice d'une galerie d'art à Londres. Mais ce jeu va s'avérer dangereux…

## Fiche technique
- Titre original : Deceptions
- Réalisation : Robert Chenault et Melville Shavelson
- Scénario : Melville Shavelson d'après le livre de Judith Michael
- Directeur de la photographie : Jack Atcheler et Ernest Day
- Montage : Alan Patillo et Brian Smedley-Aston
- Musique : Nigel Hess
- Costumes : Sue Yelland
- Décors : John Blezard
- Production : William Hill
- Genre : Drame
- Pays :  États-Unis
- Durée : 2 parties de 90 minutes
- Date de diffusion :
  -  États-Unis : 25 mai 1985 (Partie 1) / 27 mai 1985 (Partie 2)

## Distribution
- Stefanie Powers (VF : Martine Messager) : Stephanie Roberts / Sabrina Longworth
- Barry Bostwick (VF : Michel Papineschi) : Grant Roberts
- Jeremy Brett (VF : Jean-Claude Balard) : Bryan Foxworth
- James Faulkner (VF : Serge Sauvion) : Richard Blackwell
- Sam Wanamaker (VF : Edmond Bernard) : Jim Nolan
- Fabio Testi (VF : Jean Barney) : Carlo Ferraro
- John Woodvine (en) (VF : Jean-Pierre Delage) : l'inspecteur-chef
- Joan Sims (VF : Paule Emanuele) : Mrs. Thirkell
- Fairuza Balk (VF : Barbara Tissier) : Penny Roberts
- Brenda Vaccaro (VF : Jacqueline Cohen) : Helen Adams
- Gina Lollobrigida (VF : Perrette Pradier) : la princesse Alexandra
- Jeremy Miller (VF : Guillaume Boisseau) : Mark Roberts
- Hugh Millais (en) : Bill
- Christopher Rozycki : Dimitri Skolnikoff
- Peter Woodward (en) (VF : Joël Martineau) : le sergent James
- Tracey Childs (VF : Séverine Morisot) : Rita MacMillan
- John Horsley (VF : Claude Dasset) : Vicar